# Analyseur de front d'onde
Un analyseur de front d'onde, ou analyseur de surface d'onde, est un dispositif optique permettant d'analyser la forme d'une surface d'onde. 

## Historique
Au XVIIe siècle, Galilée est le premier astronome à vouloir effectuer des tests optiques, mais il faut attendre la méthode du couteau de Foucault développée en France par Léon Foucault pour avoir une première méthode de test qualitative.
C'est Johannes Franz Hartmann, astronome allemand qui développe en 1900 la première mesure quantitative des défauts de front d'onde avec une plaque percée de trous, le masque de Hartmann. 
En 1970, le principe de Hartmann est amélioré par le physicien américain Roland Shack qui remplace les trous par des micro-lentilles, rendant la mesure plus précise.

## Principe de l'analyse de front d'onde
Le principe de l'analyseur de front d'onde est de décomposer un front d'onde en fronts d'ondes élémentaires et de déterminer pour chaque front d'onde élémentaire son orientation. La mesure de ces orientations permet après intégration de remonter à la forme du front d'onde.
Il existe plusieurs types d'analyseurs de front d'onde qui sont regroupés dans deux grandes catégories :
- les analyseurs interférométriques
- les analyseurs non-interférométriques

### Analyseursinterférométriques
Parmi les analyseurs interférométriques, on distingue l'analyseur de J. Primot dit Hartmann Modifié.

### Analyseurs non-interférométriques
Les analyseurs non-interférométriques les plus connus sont :  
- l'analyseur de Shack-Hartmann dit Shack-Hartmann
- l'analyseur de François Roddier dit analyseur de courbure
- l'analyseur de R. Ragazzoni dit analyseur à pyramide

## Applications

### Caractérisation de défauts optiques
Comme la perturbation du front d'onde peut être reliée aux défauts et aux aberrations optiques introduits par un système optique, les analyseurs de front d'onde sont utilisés pour caractériser les défauts de systèmes optiques existant, ou pour vérifier l'adéquation de qualité entre les éléments optiques produits et leur modèle numérique.

### Optique adaptative

Analyseur de front d'onde utilisé dans un système d'optique adaptative

## Industriels
Différents acteurs se partagent le marché des analyseurs de front d'onde. Les plus connus sont :
- (fr) Phasics
- (fr) Imagine Optic
- (fr) ALPAO
- (en) Metrolux GmbH [archive]
- (en) OPTOCRAFT GmbH [archive]
- (en) AKA Optics [archive]